# Морган (Юта)
Морган (англ. Morgan) — місто (англ. city) в США, в окрузі Морган штату Юта. Населення — 4071 особа (2020).

## Географія
Морган розташований за координатами 41°2′32″ пн. ш. 111°40′50″ зх. д. / 41.04222° пн. ш. 111.68056° зх. д. (41.042313, -111.680632).  За даними Бюро перепису населення США в 2010 році місто мало площу 8,32 км², уся площа — суходіл. В 2017 році площа становила 7,68 км², уся площа — суходіл.

### Клімат
| Клімат : Морган       | Клімат : Морган | Клімат : Морган | Клімат : Морган | Клімат : Морган | Клімат : Морган | Клімат : Морган | Клімат : Морган | Клімат : Морган | Клімат : Морган | Клімат : Морган | Клімат : Морган | Клімат : Морган | Клімат : Морган |
| Показник              | Січ.            | Лют.            | Бер.            | Квіт.           | Трав.           | Черв.           | Лип.            | Серп.           | Вер.            | Жовт.           | Лист.           | Груд.           | Рік             |
| Середній максимум, °C | 2,1             | 4,9             | 11,0            | 16,0            | 21,4            | 27,3            | 32,6            | 31,7            | 25,8            | 18,4            | 8,9             | 2,2             | 16,8            |
| Середній мінімум, °C  | −10,4           | −8,6            | −3,7            | −0,2            | 3,6             | 7,3             | 11,2            | 10,3            | 4,8             | −0,4            | −5              | −10,1           | −0,1            |
| Норма опадів, мм      | 39              | 40              | 43              | 42              | 47              | 32              | 17              | 19              | 37              | 41              | 45              | 45              | 447             |
| --------------------- | --------------- | --------------- | --------------- | --------------- | --------------- | --------------- | --------------- | --------------- | --------------- | --------------- | --------------- | --------------- | --------------- |
| Джерело: NOAA         |                 |                 |                 |                 |                 |                 |                 |                 |                 |                 |                 |                 |                 |

## Демографія
Згідно з переписом 2010 року, у місті мешкало 3687 осіб у 1143 домогосподарствах у складі 959 родин. Густота населення становила 443 особи/км².  Було 1215 помешкань (146/км²).
Расовий склад населення:
| - 97,0 % — білих - 0,2 % — вихідців з тихоокеанських островів - 0,2 % — чорних або афроамериканців - 0,2 % — азіатів - 0,1 % — корінних американців - 1,3 % — осіб інших рас |

До двох чи більше рас належало 1,1 %. Частка іспаномовних становила 3,3 % від усіх жителів.
За віковим діапазоном населення розподілялося таким чином: 35,9 % — особи молодші 18 років, 53,6 % — особи у віці 18—64 років, 10,5 % — особи у віці 65 років та старші. Медіана віку мешканця становила 29,7 року. На 100 осіб жіночої статі у місті припадало 100,4 чоловіків;  на 100 жінок у віці від 18 років та старших — 95,5 чоловіків також старших 18 років.
Середній дохід на одне домашнє господарство  становив 80 716 доларів США (медіана — 70 603), а середній дохід на одну сім'ю — 90 001 долар (медіана — 78 056). Медіана доходів становила 54 070 доларів для чоловіків та 34 615 доларів для жінок. За межею бідності перебувало 4,4 % осіб, у тому числі 6,3 % дітей у віці до 18 років та 0,9 % осіб у віці 65 років та старших.
Цивільне працевлаштоване населення становило 1780 осіб. Основні галузі зайнятості: освіта, охорона здоров'я та соціальна допомога — 23,1 %, роздрібна торгівля — 12,8 %, виробництво — 11,1 %, науковці, спеціалісти, менеджери — 10,3 %.